# شنایا توین
شنایا توین (به انگلیسی: Shania Twain) (با نام اصلی آیلین رجینا ادواردز (به انگلیسی: Eilleen Regina Edwards)، زادهٔ ۲۸ اوت ۱۹۶۵) خواننده و ترانه‌نویس کانادایی است. سومین آلبوم وی به نزد ما بیا (۱۹۹۷) پرفروش‌ترین آلبوم همهٔ دوران‌ها به وسیلهٔ یک خوانندهٔ زن و نیز در تاریخ موسیقی کانتری است. او تنها خوانندهٔ زنی است که سه آلبومش به گواهی الماس از طرف مؤسسهٔ آرآی‌ای‌ای دست یافته، و نیز پرفروش‌ترین خوانندهٔ کانادایی است که هر سه آلبوم استودیویی‌اش از طرف سی‌آرآی‌ای (یا انجمن صنعت ضبط کانادا) به گواهی دو بار الماس نائل آمده‌اند. شنایا موفق به کسب موفقیت‌های هم منتقدانه و هم تجاری شده‌است؛ او پنج جایزهٔ گرمی، و ۲۷ جایزهٔ آهنگ‌سازی را از طرف بی‌ام‌آی دریافت کرده‌است. بیش از ۱۰۰ میلیون نسخه از آلبوم‌هایش به فروش رفته‌است که باعث شده‌است او پرفروش‌ترین هنرمند زن در تاریخ موسیقی کانتری و یکی از پرفروش‌ترین هنرمندان موسیقی در تمام دوران شود. موفقیت او چندین عنوان از جمله «ملکه پاپ کانتری» را برای او به ارمغان آورد. بیلبورد او را به عنوان رهبر ستارگان متقاطع پاپ کانتری دههٔ ۱۹۹۰ معرفی کرد.

## زندگی و فعالیت‌ها
پدر و مادر وی وقتی که او دو ساله بود از هم جدا شدند. پس از آن که مادر او دوباره ازدواج کرد، نام خانوادگی وی به «تواین» که متعلق به ناپدری او بود تغییر یافت. به دلیل وجود پنج فرزند در خانواده و درآمد کم خانواده، شنایا دوران کودکی سختی داشت که با کمبود غذا و پول همراه بود. شنایا برای کمک مالی به خانواده از سن هشت سالگی در کلوب‌ها و در ساعات بین نیمه شب تا ۲ صبح به خوانندگی می‌پرداخت. در سن ۱۳ سالگی برای اجرا در برنامه‌ای در تلویزیون CBC دعوت شد. او در این اجرا خواننده گروه محلی لانگ شات بود. در سال ۱۹۸۴ در آلبوم آهنگساز کانادایی، تیم دنیس، آهنگی دو نفره اجرا کرد.
در سال ۱۹۸۷، پس از مرگ مادر و ناپدری‌اش در یک تصادف، نگهداری از خانواده را بعهده گرفت. در سال ۱۹۹۱ اولین قرار داد کاری خود را امضا کرد ونام خود را به شنایا تغییر داد. در سال ۱۹۹۳ اولین آلبوم خود با نام شنایا توین را به بازار ارائه کرد که تا انتهای سال کمتر از ۲۵۰ هزار نسخه از آن فروخته شد. در همین سال شنایا با یک تهیه‌کننده موسیقی ازدواج کرد. در سال ۱۹۹۵ دومین آلبوم خود با نام زن درونم را عرضه نمود که برای ماه‌ها رتبه اول جداول را به خود اختصاص داد و این آلبوم جایزه گرمی را در سبک کانتری به خود اختصاص داد. همچنین از طرف آکادمی موسیقی کانتری جایزه آلبوم سال و جایزه بهترین وکالیست جدید زن را دریافت کرد. در سال ۱۹۹۷ شنایا تواین آلبوم سوم خود با نام به نزد ما بیا را ارائه داد که توانست موقعیت خوانندگی او را تثبیت کند. این آلبوم برای ۲ سال در جداول فروش قرار داشت و توانست پرفروش‌ترین آلبوم همهٔ دوران‌ها به وسیلهٔ یک خوانندهٔ زن شود. اهنگ‌های این آلبوم توانست ۴ جایزه گرمی را به خود اختصاص دهد که شامل جایزه بهترین آهنگ کانتری برای اهنگ‌های «تو هنوز بهترینی» و «به نزد ما بیا» و جایزه بهترین اجرای کانتری زنان برای آهنگ‌های «تو هنوز بهترینی» و «مرد! من مثل یک زن حس می‌کنم» بود. او در سال ۱۹۹۸ اولین دوره کنسرت‌های خود را آغاز کرد. در اوت ۲۰۰۱ پسر شنایا به نام Eja D'Angelo (با تلفظ Asia) به دنیا آمد. پس از دو سال وقفه در نوامبر سال ۲۰۰۲ آلبوم بعدی خود با نام بالا را به بازار داد و در سال بعد برگزاری کنسرت‌هایی به منظور معرفی این آلبوم را آغاز کرد. این آلبوم توانست ۴ ستاره از ۵ ستاره مجله رولینگ اسونز را دریافت کند. این آلبوم شامل ۳ لوح فشرده در سبک‌های مختلف شامل پاپ (قرمز رنگ)، کانتری (سبز رنگ) و هندی-آسیایی (آبی رنگ) بود. اولین تک‌آهنگ این آلبوم به نام «I'm Gonna Getcha Good»، در میان پنج آهنگ برتر انگلستان و استرالیا قرار گرفت و تک‌آهنگ «Ka-Ching» توانست جزو سه آهنگ برتر در آلمان و ده آهنگ برتر انگلستان شود. در سال ۲۰۰۴ وی مجموعه‌ای انتخابی از بهترین آهنگ‌هایش را در آلبوم برترین آهنگ‌ها منتشر کرد که ۳ آهنگ جدید نیز در این آلبوم قرار داشت. در ژوئن سال ۲۰۱۰ وی از همسرش به‌طور رسمی جدا شد. علت این جدایی رابطه مخفیانه همسر شنایا با بهترین دوست شنیا به نام Marie-Anne بود. در اولیه ژانویه ۲۰۱۱ شنایا و همسر سابق Marie-Anne که تاجری سوئیسی بود ازدواج کردند.

## آلبوم‌ها
- شنایا توین (۱۹۹۳)
- زن درونم (۱۹۹۵)
- به نزد ما بیا (۱۹۹۷)
- بالا! (۲۰۰۲)
- الان (۲۰۱۷)
- ملکه من (۲۰۲۳)